# Борщевка (Большесельский район)
Борщевка — деревня в Большесельском сельском поселении Большесельского района Ярославской области.

## Население
По данным статистического сборника «Сельские населенные пункты Ярославской области на 1 января 2007 года», в деревне Борщевка проживает 23 человека.

## История
Деревня Борщовка указана на плане Генерального межевания Борисоглебского уезда 1792 года. В 1825 году Борисоглебский уезд был объединён с Романовским уездом. По сведениям 1859 года деревня относилась к Романово-Борисоглебскому уезду.

## География
Деревня расположена в юго-восточной части района. Она стоит на правом берегу, вблизи истока речки Хоравка, левого притока Юхоти. Деревня стоит на окружённом лесами поле, протянувшемся вдоль правого берега Хоравки. На этом поле кроме Борщёвки стоят деревни: Подольское в 1 км к югу выше по течению, у самого истока Хоравки; Дягилевка в 500 м к северу, ниже по течению, около неё Хоравка поворачивает на восток; Овсецовка в 1 км к северо-востоку. По восточной околице Борщёвки проходит дорога на Большое село.